# La Ceiba (Trujillo)
La Ceiba es una localidad de Venezuela ubicada en la costa oriental del Lago de Maracaibo en el Municipio La Ceiba del Estado Trujillo, es el único puerto de ese estado. La población de La Ceiba se encuentra a 70 km de distancia de Valera, la principal ciudad de Trujillo.
La Ceiba se encuentra a 16 m s. n. m. y presenta una temperatura promedio anual de 28°C.

## Historia
La Ceiba fue fundada en 1620 bajo el nombre de Pueblo Viejo, por las misiones Jesuitas. Luego de la Guerra de Independencia 1810-1823 y la Guerra Federal 1859-1863 comenzó a decaer el comercio en Gibraltar (Zulia) que servía como principal puerto del Estado Mérida, por ello se elevó el intercambio comercial con productos de Mérida y Trujillo que salían por La Ceiba. 
A partir de 1842 La Provincia de Trujillo comienza a reclamar una salida al Lago de Maracaibo. El 9 de abril de 1850 el antiguo Congreso Nacional decretó la anexión de La Ceiba al cantón Escuque de la entonces llamada Provincia de Trujillo, separándolo definitivamente de la Provincia de Maracaibo, hoy Estado Zulia.
En 1887 el puerto cobró mucha importancia cuando entró en operaciones el Gran Ferrocarril La Ceiba-Sabana de Mendoza y que luego en 1895 se amplió hasta Motatán. La población comienza a perder importancia en 1925 con la inauguración de la Carretera Trasandina la cual no recorría La Ceiba y la hacía de difícil acceso, así como la progresiva disminución de la producción de café en Venezuela.

## Economía
La zona ha sido históricamente agrícola destacando la producción de café, cacao y plátano principalmente, sin embargo desde inicios del siglo XXI ha comenzado a crecer el sector industrial luego del descubrimiento de unos pozos petroleros a 8 km al este de La Ceiba.
En 2006 fue inaugurada la Aduana Subalterna del Puerto de La Ceiba y además se realizó mantenimiento de dragado del puerto lo que permitió incrementar el número de barcos en el puerto hasta alcanzar un promedio de 25 por mes.